# Морелос
Море́лос (ацт.Temoānchan ісп. Morelos) — штат Мексиканської Республіки, розташований в центрі країни. Межує з Федеральним округом і штатами Мехіко, Пуебла, Ґерреро. Столиця штату — місто Куернавака. Населення штату станом на 2007 рік становило 1 612 899 мешканців.

## Історія

### Військовий округ Мехіко (1824-1868)
Після проголошення незалежності Мексики у 1824 році було створено третій військовий округ Куернавака, як входив до складу Мехіко. У 1834 році, після першої хвилі американського вторгнення на територію Мексики, місто Куернавака було захоплене генералом Каудаладером. У 1854 році у місті Куаутла вибухнуло повстання проти Антоніо Санта-Анни. І хоча Санта-Анна жорстоко помстився спаливши місто, його було усунуто від влади -- президентом було обрано Хуана Альвареса. Альварес перемістив столицю Мексики до Куернаваки, також перемістивши іноземні дипломатичні представництва. У 1857 році відповідно до нової конституції Куернавака стає столицею Мексики, але після відставки Альвареса столиця знову повернулася до Мехіко. У 1858-1861 роках, під час війни за реформи, Куернавака стала оплотом консерваторів, у той час коли Куаутла була бастіоном лібералів. 

### Французька інтервенція в Мексиці (1862-1867)
У 1862 році, після французької інтервенції в Мексиці, проти французів на чолі з Франціско Лейва, з Куернаваки до штату Пуебла вирушила армія. Після захоплення французами Мексики та проголошення імператором наставника Наполеона III Максиміліана I, у Куернавакі імператор використовував будинок Хардін Борда як свою резиденцію. У 1866 році в Куернавакі з'явилася перша телеграфна лінія. 1 січня 1867 року республіканські війська під керівництвом Франсіско Лейви, Ігнасіо Фігеро та Ігнасіо Мануеля Альтамірано розпочали восьмиденну облогу Куернаваки.  Австрійські та бельгійські добровольці розформувалися і частково приєдналися до мексиканської армії, хоча деякі намагались залишити країну.  15 травня Максиміліан потрапив до полону, а через місяць розстріляний.  

### Вільний та суверенний штат (з 1869)

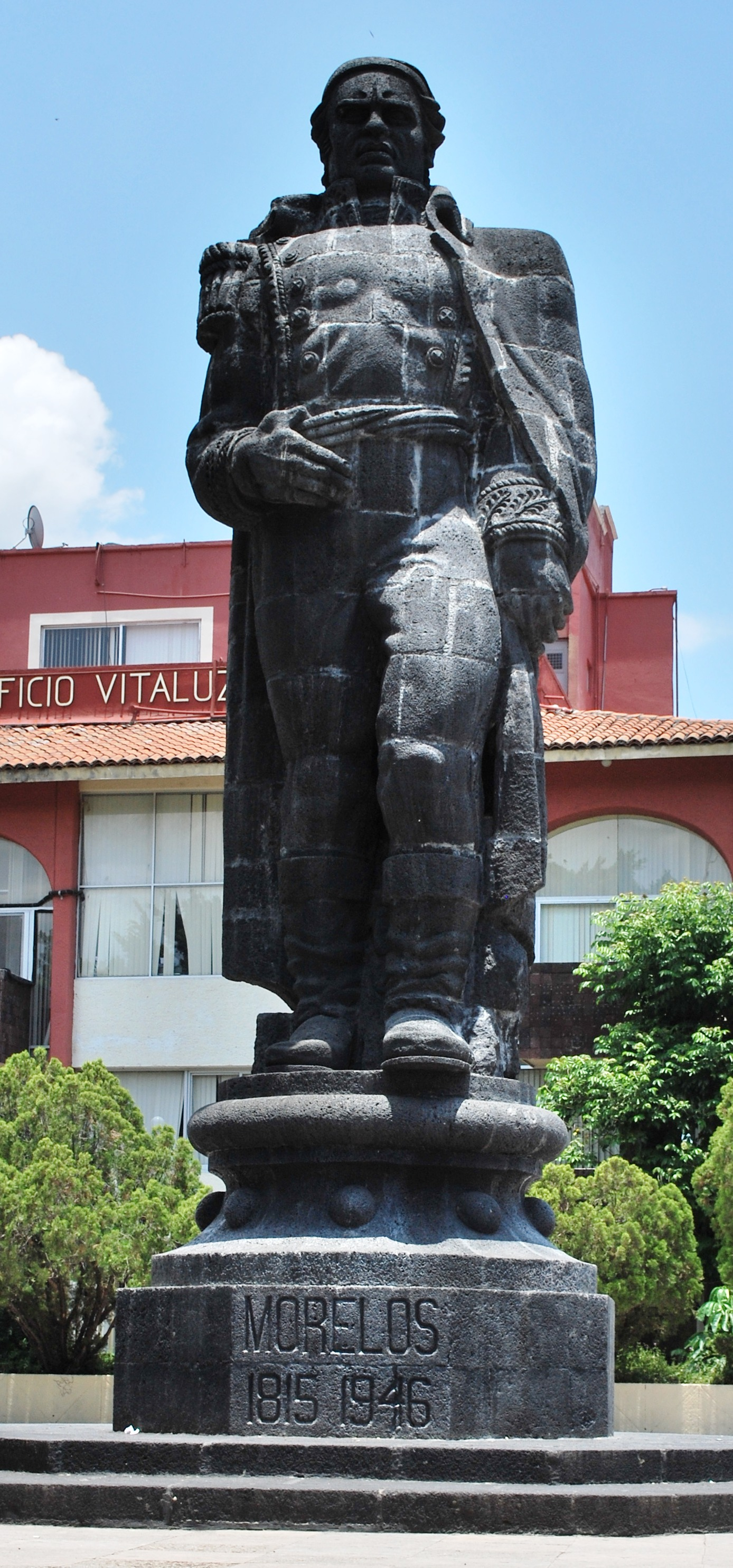
Пам'ятник борцю за незалежність Мексики Хосе-Марія Морелоса в столиці

21 вересня 1868 року на федеральному з'їзді уряду було вирішено про створення штату Морелос на честь мексиканського борця за незалежність Мексики Хосе-Марія Морелоса. 17 квітня 1869 року Морелос став одним із штатів Мексики. Куернавака було оголошено столицею нового штату. Суперечки за кордони поміж штатами виникали протягом 20 років, але в 1890 році були врегульовані. Першу конституцію штату  ратифікували у 1870 році. 
У 1867 та 1869 роках телеграфна лінія була прокладена поміж Куеранавакою та Мехіко, а в 1870 році телеграфну лінію було прокладено в містах Ігуала, Чільпансінго, Тіксла, а в 1875 році поміж Куернавакою та Куаутлою. В цей період було побудоване шосе Толука-Куернавака, залізничні лінії з Мехіко виходили до самого Тихого океану. 11 травня 1874 року столиця була перенесена до Куаутли, але з 1 січня 1876 року Куенавака знову стала столицею. У 1894 році була заснована Куернавакська Єпархія, першим єпископом якої став Фортіно Хіполіто Віра. 

### Порфіріат (1880-1910)
Наприкінці XIX-го початку XX-го століття, в період правління Порфіріо Діаса, на великих плантаціях цукрової тростини використовувалися парові машини та відцентрові екстрактори, що дозволяло отримувати більше води та витісняти менших конкурентів. Заможні землевласники мали політичний захист від федерального уряду, в той час коли їхні робітники працювали в тяжких умовах та за низьку платню. Також у 1884-1905 роках 18 промислових містечок були зайняті хацієндами, що ще більше підбурювали робітничі маси до страйкування.   

### Революція (1910-1920)

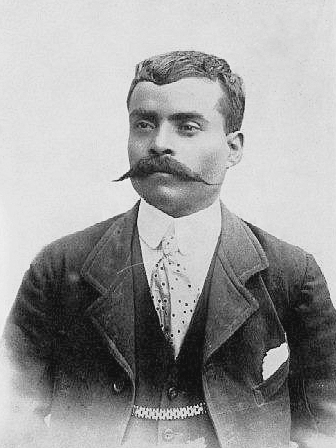
Еміліано Сапата

Виробництво цукру, інвестиції в підприємства та закони, сприятливі для бізнесу та іноземних інвестицій, дозволили штату Морелос відігравати одну з основних ролей у світовому експорті на початку XX-го століття. Деякі містечка штату перетворилися в промислові міста з кількістю працівників від 250 до 3000 зі своїми власними крамницями, електростанціями, школами та поліцією. Проте розвиток промисловості відбувався за рахунок корінних мешканців, які втрачали свої права на землі. Будівництво великих підприємств зайняло 77% площі територій штату, куди наймали в основному іноземних працівників (хаціендів). Така ситуація в країні в цілому спровокувала робітничі спільноти до страйків, а згодом до революції.
Уроженці штату Морелос Еміліано Сапата та генерал Геновево-де-ла-О підняли перші повстання в місті Куернавак та організували власну Армію Визволення Півдня. В 1911 році штат опинився під контролем південно-західної армії Сапати, яка фактично керували усіма півдненими землями Мексики. Сапатисти обклали великими податками хаціендів, а коли господарі підприємств у містах Чінамека, Тенанго, Трінта, Атілхайан, Сата-Інес та Санта-Габрієлі відмовилися платити — повстанці спалили їхні цукрові плантації. Спроби федеральних військ налагодити ситуацію, фактично стали можливими лише в 1919 році, після смерті Сапати. 

### Наш час

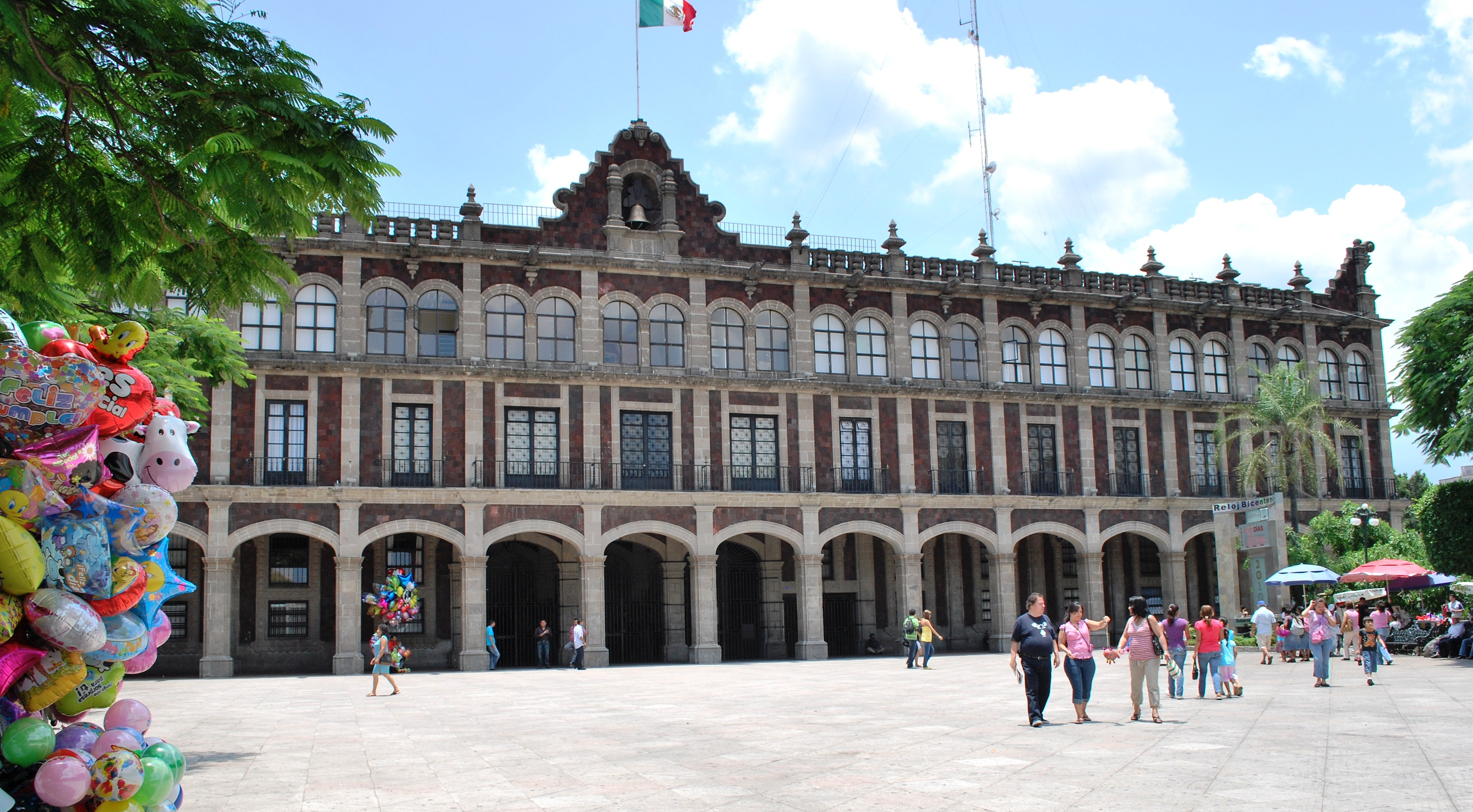
Палац Губернатора в столиці

В післяреволюційний період в Морелосі значно зріз бандитизм. У 20-30-х роках виникали проблеми з бандами на авто- та залізничних шляхах. У 1936 році було побудовано автодорогу Буенавіста-Тепостлан. Нове шосе в кінцевому результаті припинило дію деяких залізничних шляхів. У 1963 році залізнична дорога Мехіко-Куернавака-Ігуала припинила своє функціонування.. 
В кінці 1990-х, на початку 2000-х років значно зросла злочинність із викраденням людей заради викупу. В результаті частих випадків викрадення інвестиції в економіку штату знизилися на 245 млн. доларів США, в 1999 році до 102 млн. дол. Також у штаті виникла проблема наркоторгівлі на шляху до Мехіко. Найбільше злочинів скоєно в Куернаваці. На початку 2000-х федеральний уряд викрив злочинну групу, яка складалася із корумпованих поліцейських, адвокатів та суддів і які захищали викрадачів. Найбільш відомий злочинець тих часів  -- Даніель "Моккі-Вуха" Арізменді (ісп. Daniel "Mocha Orejas" Arizmendi), який отримав своє прізвисько відрізаючи вуха своїм жертвам і надсилаючи їх членам сімей. 
Держава вважається однією з найнебезпечніших, незважаючи на її малі розміри та невелику кількість населення. Найбільше злочинів скоюється у Куернаваці. Рівень злочинності перевищує рівень Мехіко в порівнянні зі злочинами які припадають на 1000 осіб. Це на 50% вище, ніж у середньому по всій країні. 